# Syracuse (New York)

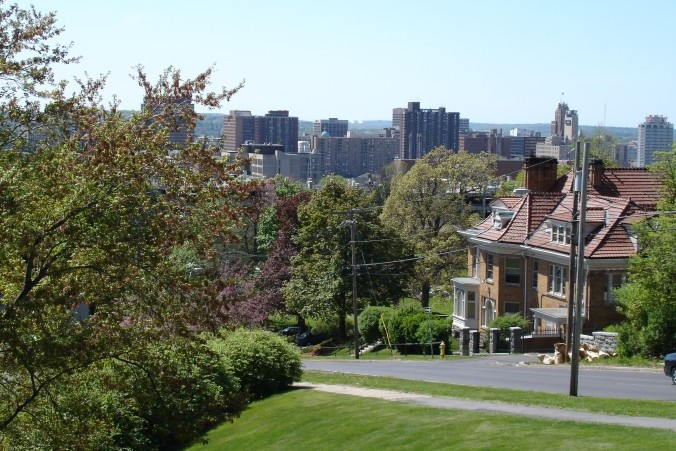
Uitzicht op Syracuse

Syracuse is een plaats in het centrum van de Amerikaanse staat New York. De plaats is met een ruime honderdveertigduizend inwoners een van de grotere steden in deze staat en behoort bestuurlijk tot Onondaga County.
De stad is bekend door de Universiteit van Syracuse die in 1870 werd opgericht en in 2000 ruim achttienduizend studenten telde.

## Bezienswaardigheden in of nabij Syracuse
- Armory Square
- Burnet Park (dierentuin)
- Carousel Center
- Carrier Dome
- Clinton Square
- Everson Museum of Art
- Tipperary Hill
- Universiteit van Syracuse
- Niagara Mohawk Building (art deco, 1932)

## Demografie
Van de bevolking is 12,9 % ouder dan 65 jaar en de bevolking bestaat voor 38,2 % uit eenpersoonshuishoudens. De werkloosheid bedraagt 5,6 % (cijfers volkstelling 2000).
Ongeveer 5,3 % van de bevolking van Syracuse bestaat uit hispanics en latino's, 25,3 % is van Afrikaanse oorsprong en 3,4 % van Aziatische oorsprong.
Het aantal inwoners daalde van 163.855 in 1990 naar 147.306 in 2000, naar 145.170 in 2010 en naar 140.987 in 2020.

## Economie
In de stad vindt de productie plaats van elektrische apparatuur en transportmiddelen. Vele inwoners werken in het onderwijs en in de dienstensector.

## Klimaat
In januari is de gemiddelde temperatuur -5,3 °C, in juli is dat 21,3 °C. Jaarlijks valt er gemiddeld 988,8 mm neerslag (gegevens op basis van de meetperiode 1961-1990).

## Bekende inwoners van Syracuse

### Geboren
- Jimmy Van Heusen (1913-1990), componist
- William Lundigan (1914-1975), acteur
- Carl Woese (1928-2012), microbioloog
- Eric Carle (1929-2021), kinderboekenschrijver en illustrator
- Michael Herr (1942-2016), schrijver en oorlogscorrespondent
- Robert Engle (1942), econoom en Nobelprijswinnaar (2003)
- Jimmy Collins (1946-2020), basketballer en basketbalcoach
- James Nachtwey (1948), fotojournalist
- Lawrence DeLucas (1950), astronaut
- Terry McAuliffe (1957), gouverneur van Virginia (2014-2018)
- Dylan Baker (1959), acteur
- Mary Mara (1960-2022), actrice
- Steven Swanson (1960), astronaut
- Siobhan Fallon (1961), actrice
- Tom Cruise (1962), filmacteur
- Bobcat Goldthwait (1962), acteur, scenarioschrijver, komiek en regisseur
- Tom Kenny (1962), stand-upcomedian, stemacteur en voormalig rockzanger
- Anthony Starke (1963), acteur
- Frank Whaley (1963), acteur, filmregisseur en scenarioschrijver
- Jeanette Epps (1970), astronaut
- Johnny Messner (1970), acteur
- Rory Cochrane (1972), acteur
- Dana Vollmer (1987), zwemster
- Post Malone (1995), zanger en producer